# Cambridgea solanderensis
Cambridgea solanderensis är en spindelart som beskrevs av A. David Blest och Vink 2000. Cambridgea solanderensis ingår i släktet Cambridgea och familjen Stiphidiidae. Inga underarter finns listade.